# Domecjan (Pavlović)
Domecjan, imię świeckie Živojin Pavlović (ur. 20 sierpnia 1911 w Pertate, zm. 1 czerwca 1983 w Belgradzie) – serbski biskup prawosławny.

## Życiorys
Ukończył seminarium duchowne w Sremskich Karlovcach, a następnie studia teologiczne na Uniwersytecie Belgradzkim. W kolejnych latach pracował w seminariach duchownych Serbskiego Kościoła Prawosławnego w Sarajewie, Cetyni i Prizrenie. 31 grudnia 1939 przed metropolitą Skopje Józefem złożył wieczyste śluby mnisze. 3 marca 1940 przyjął święcenia diakońskie z rąk metropolity Dabaru i Bośni Piotra, zaś 10 marca ten sam hierarcha udzielił mu święceń kapłańskich.
11 czerwca 1978 w soborze św. Michała Archanioła w Belgradzie został wyświęcony na biskupa vrańskiego, pierwszego ordynariusza nowo utworzonej eparchii. Urząd sprawował przez pięć lat, do śmierci w wypadku samochodowym w Belgradzie w 1983. Został pochowany w soborze katedralnym we Vranje.